# André Castro
André Castro Pereira, född 2 april 1988 i Gondomar, distriktet Porto, känd som Castro, är en portugisisk fotbollsspelare (mittfältare) som spelar för Braga.

## Meriter
Porto
- UEFA Europa League: 2010–11
- Portugisiska ligan: 2007–08, 2010–11
- Portugisiska cupen: 2010–11
- Portugisiska supercupen: 2010, 2011

Olhanense
- Andra divisionen: 2008–09